# 就実短期大学
就実短期大学（しゅうじつたんきだいがく、英語: Shujitsu Junior College）は、岡山県岡山市中区西川原1-6-1に本部を置く日本の私立大学。1904年創立、1953年大学設置。大学の略称は就短。

## 概観

### 大学全体
- 岡山県岡山市中区に所在する日本の私立短期大学で、設置主体は学校法人就実学園[2]。
- 1953年に岡山就実短期大学として開学[3]。当初は1学科体制で開学したが、順次増設され、学科数→4→2→3→2と増減を繰り返してきている。
- 2024年度の入学生を最後に[注釈 1]、短期大学としての使命を終えることが決定した。

### 建学の精神（校訓・理念・学是）
- 就実短期大学における建学の精神は「実地有用」となっている。

### 教育および研究
- 就実短期大学における教育
  - 幼児教育学科：保育者の育成に力をいれている
  - 生活実践科学科：「生活科学」・「情報ビジネス」・「健康福祉」の各コースがある。

### 学風および特色
- 就実短期大学は、1904年創立の私立岡山実科女学校が母体となっている。
- 短期大学の名称は、「去華就実」（華を去り実に就く）に由来する。

## 沿革
- 1904年
  - 私立岡山実科女学校を創設。
- 1908年
  - 実科高等女学校を併設。
- 1911年
  - 岡山実科女学校を就実高等女学校に改称。
- 1942年
  - 就実高等女学校を岡山県就実高等女学校に校名変更。
- 1951年
  - 3月6日 学校法人岡山県就実学園が設立[6]。
- 1953年
  - 1月31日 左記を以て文部省[注 2]より短期大学の設置が認可される[7][8]。
  - 4月1日 岡山就実短期大学（おかやましゅうじつたんきだいがく）として以下の学科体制にて開学[9]。
    - 家政科 入学定員80名
- 1954年
  - 5月1日 学生数[10]/定員
    - 家政科 192[注釈 2]/160
- 1963年
  - 4月1日 家政科の入学定員を80→120に増員[11]。
  - 5月1日 学生数[12]/定員
    - 家政科 272[注釈 2]/200
- 1965年
  - 4月1日 以下の学科を増設する[13]。
    - 幼児教育科 入学定員40名[14]

  - 5月1日 学生数[15]/定員
    - 家政科 311[注釈 2]/240
    - 幼児教育科 55[注釈 2]/40
- 1970年
  - 4月1日 幼児教育科の入学定員を40→50[16]に増員[注 3]。
  - 5月1日 学生数[19]/定員
    - 家政科 417[注釈 2]/240
    - 幼児教育科 55[注釈 2]/90
- 1972年
  - 4月1日 以下の学科を増設する[注 4]。
    - 国文科 入学定員50名[注釈 3]
    - 英文科 入学定員50名[注釈 3]

  - 5月1日 学生数[23]/定員
    - 家政科 371[注釈 2]/240
    - 幼児教育科 181[注釈 2]/100
    - 国文科 70[注釈 2]/50
    - 英文科 60[注釈 2]/50
- 1976年
  - 4月1日 家政科を以下の通り専攻分離する[注 5]。
    - 生活科学専攻 入学定員80名[注釈 4]
    - 被服学専攻 入学定員40名[注釈 4]
- 1976年
  - 5月1日 学生数[26]/定員
    - 家政科 467[注釈 2]/240
    - 幼児教育科 308[注釈 2]/100
    - 国文科 265[注釈 2]/100
    - 英文科 199[注釈 2]/100
- 1977年
  - 4月1日 幼児教育科の入学定員を50[注釈 4]→100[27]に増員する[注 6]。
  - 5月1日 学生数[29]/定員
    - 家政科 452[注釈 2]/240
    - 幼児教育科 301[注釈 2]/150
    - 国文科 251[注釈 2]/100
    - 英文科 193[注釈 2]/100
- 1978年
  - 4月1日 以下の学科については、其々この年度で学生募集を最終とする[注 7]。
    - 国文科
    - 英文科

  - 5月1日 学生数[32]/定員
    - 家政科 372[注釈 2]/240
    - 幼児教育科 278[注釈 2]/200
    - 国文科 203[注釈 2]/100
    - 英文科 173[注釈 2]/100
- 1979年
  - 5月1日 学生数[33]/定員
    - 家政科 277[注釈 2]/240
    - 幼児教育科 244[注釈 2]/200
    - 国文科 80[注釈 2]/50
    - 英文科 66[注釈 2]/50
- 1980年
  - 4月1日 家政科被服学専攻を生活文化専攻に改称[注釈 5]。
  - 6月6日 以下の学科については、左記をもって正式に廃止とする[注釈 5]。
    - 国文科
    - 英文科
- 1981年
  - 4月1日 就実短期大学と学名変更する[35]
  - 5月1日 学生数[36]/定員
    - 家政科 362[注釈 2]/240
    - 幼児教育科 308[注釈 2]/200
- 1984年
  - 4月1日 家政科の各専攻について以下、入学定員増を行なう[注 8]。
    - 生活科学専攻 80→120
    - 生活文化専攻 40→80

  - 5月1日 学生数[42]/定員
    - 家政科 438[注釈 2]/320
    - 幼児教育科 245[注釈 2]/200
- 1986年
  - 4月1日 家政科の各専攻について以下の通り入学定員増を行なう[注 9]。
    - 生活科学専攻 120→200
    - 生活文化専攻 80→160

  - 5月1日 学生数[47]/定員
    - 家政科 818[注釈 2]/560
    - 幼児教育科 343[注釈 2]/200
- 1990年
  - 4月1日 家政科生活文化専攻を以下の学科に改組[48]。
    - 生活文化学科 入学定員160名[49]

  - 5月1日 学生数[50]/定員
    - 家政科 766[注釈 2]/560
    - 幼児教育科 272[注釈 2]/200
    - 生活文化学科 208[注釈 2]/160
- 1992年
  - 4月1日 学科名および専攻名称を以下の通り変更する[51]。
    - 幼児教育科→幼児教育学科
    - 家政科生活科学専攻→生活科学科

  - 5月1日 学生数[注 10]/定員
    - 生活科学科 243[注釈 2]/200
      - 家政科 244[注釈 2]/200

    - 幼児教育学科 122[注釈 2]/100
      - 幼児教育科 112[注釈 2]/100

    - 生活文化学科 419[注釈 2]/320
- 1999年
  - 5月1日 学生数[54]/定員
    - 生活科学科 522[注釈 2]/400
    - 幼児教育科 272[注釈 2]/200
    - 生活文化学科 276[注釈 2]/320
- 2000年
  - 4月1日 学科名の変更及び入学定員減あり[注 11]。
    - 生活科学科 200→192
    - 生活文化学科 160→文化コミュニケーション学科 100
- 2002年
  - 10月28日 以下の学科については、左記をもって正式に廃止とする[59]。
- 2003年
  - 4月1日 文化コミュニケーション学科の入学定員を100→70に減員[59]。
- 2004年
  - 1月 平成16年度大学入試センター試験参加短期大学の1校となる[60][61]。
  - 4月1日 この年度の入学生より、以下の通り学科名及び入学定員の変更あり[62]。
    - 幼児教育学科 100→幼児教育保育学科 140
      - 幼児教育専攻 入学定員100名
      - 保育専攻 入学定員40名
- 2006年
  - 3月31日 旧来の幼児教育学科については左記をもって正式に廃止とする[63]。
  - 4月1日 幼児教育保育学科にある以下の各専攻についてはこの年度で学生募集を最終とする[注 12]。
    - 幼児教育専攻
    - 保育専攻
- 2007年
  - 4月1日 この年度の入学生より、以下の通り学科名及び入学定員減あり[64]。
    - 幼児教育保育学科 140→幼児教育学科 100
- 2010年
  - 4月1日 男女共学に変更する[65]。
- 2011年
  - 4月1日 この年度の入学生より、以下の通り学科名及び入学定員の変更あり[66]。
    - 生活科学科 120→生活実践科学科 100
    - 文化コミュニケーション学科 70→実践コミュニケーション学科 50
- 2012年
  - 4月1日 以下の学科については、この年度で学生募集を最終とする[注 13]。
    - 実践コミュニケーション学科
- 2014年
  - 1月 平成26年度大学入試センター試験参加短期大学の1校となる[68]。
  - 4月1日 以下の学科については左記をもって正式に廃止とする[69]。
    - 実践コミュニケーション学科
- 2015年
  - 1月 平成27年度大学入試センター試験参加短期大学の1校となる[70]。
- 2016年
  - 1月 平成28年度大学入試センター試験参加短期大学の1校となる[71]。
  - 4月1日 生活実践科学科の入学定員を100→80に減員[72]。
- 2024年
  - 4月1日 学生募集を最終とする[注釈 1]。

## 基礎データ

### 所在地
- 岡山県岡山市中区西川原1-6-1

### 交通アクセス
- JR西日本山陽本線西川原駅下車。

### 象徴
- 就実短期大学のカレッジマークはなでしこをイメージしたものとなっている[73]。

## 教育および研究

### 組織

#### 学科
- 幼児教育学科入学定員100名[1]
  - 幼児教育専攻 入学定員100名[注釈 6]
  - 保育専攻 入学定員40名[注釈 6]
- 生活実践科学科 入学定員80名[1]

##### 過去にあった学科
- 国文科[注釈 7]
- 英文科[注釈 7]
- 生活文化学科→実践コミュニケーション学科 入学定員50名[注 14]

#### 専攻科
- なし

#### 別科
- なし

##### 取得資格について
- 保育士資格と幼稚園教諭二種免許状が幼児教育学科にて取得できる[注 15]。
- 中学校教諭二種免許状
  - 家庭が生活実践科学科にて取得できる[注 16]。
  - 国語：かつてあった国文科にて[80]
  - 英語：かつてあった英文科にて[80]
- 司書
  - 生活実践科学科
  - 文化コミュニケーション学科
- 司書教諭：生活実践科学科（現在、廃止。文化コミュニケーション学科の前身である生活文化学科も含む。
- 当初は中学校教諭ほか高等学校教諭免許状（家庭）の教職課程を家政科に併設[注 17]。

#### 附属機関
- 幼児教育センター

### 研究
- 岡山就実短期大学地域文化研究会/編『大三島盛における調査報告書』[84]
- 就実短期大学幼児教育研究所/編『子どもの生活 赤ちゃんとオムツ討論会』[85]

## 学生生活

### 部活動・クラブ活動・サークル活動
- 就実短期大学のクラブ活動
  - 体育系：バレーボール・バドミントン・卓球・テニス・サッカー・弓道ほか
  - 文化系：茶道・華道・演劇・書道・写真・囲碁ほか

### 学園祭
- 就実短期大学の学園祭は「なでしこ祭」と呼ばれ大学と合同で、おおむね毎年11月に行われる。

## 大学関係者と組織

### 大学関係者一覧

#### 大学関係者
- 谷口澄夫

## 施設

### キャンパス
- 短大独自のキャンパスはなく、基本的には大学と共同使用となっている。

## 対外関係

### 系列校
- 就実大学
- 就実中学校・高等学校
- 就実小学校※2015年4月1日開校
- 就実こども園

## 社会との関わり
- 公開講座や出前授業を行っている。

## 卒業後の進路について

### 編入学・進学実績
- 全学科を含めると系列の就実大学（旧・就実女子大学含む）のほか、大阪経済大学・山陽学園大学などがある[86]。